# Bernardino Feliciangeli
Bernardino Feliciangeli (Camerino, 26 maggio 1862 – Camerino, 20 luglio 1921) è stato uno storico italiano.

## Biografia
Nacque nella villa di Rovegliano, a pochi chilometri da Camerino, da famiglia di proprietari terrieri. Compì in questa città gli studi secondari. Iscrittosi alla Facoltà di filologia dell'Istituto di Studi Superiori di Firenze, dopo due mesi si trasferì all'Università di Roma, dove si laureò nel 1884. 
Si dedicò all'insegnamento della storia dapprima presso il Regio istituto tecnico di Roma, e successivamente, su proposta dei suoi professori dell'Università, nell'Istituto tecnico di Foggia, nell'Istituto nautico di Livorno, nel Liceo di Padova, in quello di Pesaro, nell'Istituto D'Azeglio di Torino, per ritornare a Roma presso l'Istituto Tasso, ove insegnò sino alla morte. 
Soleva ripetere le parole di Tullo Masserani “bisogna lavorare ché per riposare abbiamo l'eternità.” 
Frutto della sua instancabile attività e di una certosina ricerca delle fonti documentali in archivi e biblioteche, sono numerose monografie, in parte pubblicate negli Atti e Memorie della Regia Deputazione di storia patria per le Marche, della quale fu uno dei primi soci insieme al canonico Milziade Santoni e ad Amedeo Crivellucci. 
Era rigorosissimo nelle sue ricerche storiche: non faceva citazioni se non dopo averne verificato alla fonte l'attendibilità. 
Di natura malinconica e pessimista, si uccise con un colpo di pistola alla tempia il 20 luglio 1921 nella villa di Rovegliano, non sopportando più gli atroci dolori causati da una malattia. 
Le sue opere, scritte in una prosa elegante e scorrevole, sono ancora oggi fonte privilegiata di informazioni per gli storici del Rinascimento.

## Opere  principali
- Esame testimoniale circa i diritti dell'Abbadia di Farfa su Montefalcone – Roma 1888
- Notizie e documenti sulla vita di Caterina Cibo Varano duchessa di Camerino – Camerino 1891
- Notizie e documenti sulla vita di Costanza Varano Sforza – 1893
- Alcune lettere inedite di B. Castiglione – Bologna 1893
- Un'opinione poco nota intorno al luogo della cosiddetta battaglia di Tagina – Bologna 1893
- Intorno a rapporti del comune di Camerino con Francesco Sforza – Ancona 1895
- Sull'acquisto di Pesaro fatto da Cesare Borgia – Camerino 1900
- Un episodio del nepotismo borgiano. Il matrimonio di Lucrezia Borgia con Giovanni Sforza signore di Pesaro – Torino 1901
- Alcuni documenti relativi all'adolescenza di Battista e Costanza Sforza – 1903
- Sulla Monacazione di Sveva Montefeltro Sforza Signora di Pesaro – Pistoia 1903
- Di alcune rocche dell'antico Stato di Camerino – 1904
- Quesito storico di arte umbra – Ascoli Piceno 1905
- Sulla vita di Giovanni Boccati da Camerino, pittore del secolo XV – Sanseverino Marche 1906
- Opere ignorate di Giovanni Boccati – Ascoli Piceno 1906
- Un'altra tavola di Giovanni Boccati – Ascoli Piceno 1907
- Di alcune chiese rurali della diocesi di Camerino – Ancona 1907
- Sul passaggio di Luigi I d'Angiò e di Amedeo VI di Savoia attraverso la Marca e l'Umbria (1382) – Ancona 1907
- Milziade Santoni (Vita e opere) – Ancona 1907
- Spigolature d'archivio: Ingresso del cardinale Ippolito d'Este nel mondo cortigiano di Roma; Un ortopedico a Camerino nel secolo XV – Roma 1909
- Longobardi e bizantini lungo la via Flaminia nel secolo VI – Camerino 1908
- Delle relazioni di Sforza coi Camerti e del suo governo nella Marca – 1909
- Sulle opere di Girolamo di Giovanni da Camerino pittore del secolo XV – Camerino 1910
- Di una tradizione relativa alle origini di Albacina e Cerreto d'Esi – Fano 1910
- A proposito dell'edizione dei più antichi statuti di S. Anatolia – Camerino 1910
- Storia del risorgimento italiano. Carteggio Casati – Camerino 1910
- Cesare Borgia e S. Angelo in Vado – Ancona 1904
- Documenti relativi al pittore Giovanni d'Antonio da Camerino – 1910
- Pittori camerinesi del Quattrocento – Camerino 1910
- Un viaggio da Camerino a Roma nel secolo XV – Sanseverino Marche 1911
- Notizie della vita di Elisabetta Malatesta-Varano – Ancona 1911
- Dove e quando morì Guido di Rochefort vescovo di Macon – Senigallia 1911
- A proposito di Scuole – Camerino 1911
- Versamenti della decima imposta da papa Giovanni XXII pei benefici ecclesiastici delle diocesi di Nocera – Umbra – Foligno 1912
- Isabella d'Este – Gonzaga Marchesa di Mantova a Camerino e a Pioraco – Ancona 1912
- Ancora una tavola di Giovanni Boccati da Camerino – Ancona 1913
- Autobiografia di un orafo bolognese del Cinquecento – Camerino 1913
- Di alcune memorie dei castelli di Rocchetta, d'Acquapagano e di Percanestro nel Circondario di Camerino – Ancona 1913
- Un golfalone sconosciuto di Girolamo di Giovanni da Camerino – Ancona 1913
- Sul tempo di alcune opere d'arte esistenti in Camerino – Ancona 1913
- Lettere di Galeazzo Sforza al fratello Giovanni Signore di Pesaro – Sanseverino Marche 1915
- Notizie e documenti sulla vita della beata Camilla - Battista Varano da Camerino – Macerata 1915
- Notizie sulla vita e sulle opere di Macario Muzio da Camerino – Venezia 1915
- Lettere inedite di Battista Malatesta, nota di A. Fattori e B. Feliciangeli – Roma 1917
- Il cardinale Angelo Giori da Camerino e Gianlorenzo Bernini – Sanseverino Marche 1917
- Appunti sulla predicazione di S. Bernardino da Siena nella Marca – Macerata 1917
- Le più antiche memorie del monastero di Santa Elisabetta di Camerino – Macerata 1917
- Le proposte per la guerra contro i Turchi presentate da Stefano Taleazzi vescovo di Torcello a papa Alessandro VI – Roma 1917
- Le memorie del Convento di S. Pietro di Muralto e l'origine dell'osservanza Minoritica in Camerino – Macerata 1917
- Ricerche sulle origini dei Da Varano Signori di Camerino – Roma 1919
- Il Chronicon de Origine, situ et nobilitate Sarnani – Sanseverino Marche 1920
- Un prelato del Rinascimento, diplomatico, castellano e architetto militare.
- Cronotassi dei più antichi vescovi di Camerino – Camerino 1921
- Molte recensioni pubblicate nella Rivista storica italiana e molti articoli e brevi studi sono pubblicati in periodici locali, specialmente in Chienti e Potenza